# Paralaeospira pseudotenuis
Paralaeospira pseudotenuis är en ringmaskart som beskrevs av Rzhavsky 1997. Paralaeospira pseudotenuis ingår i släktet Paralaeospira och familjen Serpulidae. Inga underarter finns listade i Catalogue of Life.